# Achaios
Denna artikel behandlar Achaios i den grekiska mytologin. För den historiske generalen, se Achaios (general).
Achaios var inom grekisk mytologi akajernas stamfader. Han var sonson till Hellen, son till Kreusa och Xuthos, och bror till Doros och Ion.